# 南非金箭足球會
南非金箭足球會（Lamontville Golden Arrows F.C.）是一支位於南非德班的職業足球會，目前於南非足球超級聯賽角逐。

## 榮譽
- 1999-00 – 南非足球甲組聯賽
- 2009 – MTN 8冠軍

## 外部連結
- 官方网站
- Premier Soccer League*（页面存档备份，存于）
- South African Football Association（页面存档备份，存于）
- Confederation of African Football（页面存档备份，存于）